# حزب‌الله سوریه
حزب‌الله سوریه، شاخه سازمان سیاسی و شبه‌نظامی شیعه حزب‌الله لبنان در سوریه بود که در جنگ داخلی سوریه می‌جنگید تا اینکه پس از سقوط رژیم اسد در اواخر سال ۲۰۲۴، از سوریه، عقب‌نشینی کرد. این گروه مستقیماً توسط حزب‌الله لبنان و سپاه پاسداران انقلاب اسلامی و قبل از آن توسط نیروهای مسلح عربی سوریه آموزش دیده بود و در دمشق، حلب، درعا و قنیطره، نیروهای مستقر داشت. این گروه نیز در درگیری‌های ضداسرائیلی شرکت کرده‌اند. قوات الرضا، پیوندهای مبهم با حزب‌الله سوریه دارد.
طبق گزارش‌ها، اعضای حزب‌الله سوریه از شیعیان دوازده‌امامی سوریه تشکیل شده و آموزش و فرماندهی آن‌ها بر عهدهٔ فرماندهان حزب‌الله لبنان و سپاه پاسداران انقلاب اسلامی بود. تعداد نیروهای این گروه، ۱۵٬۰۰۰ نفر برآورد می‌شد.

## فعالیت‌ها
نیروهای حزب‌الله سوریه در مناطق حساس سوریه همچون حومهٔ دمشق، درعا، حلب، قنیطره حضور داشتند و همچنین از مناطق شیعه‌نشین سوریه و حرم زینب دفاع می‌کردند.
بخشی از نیروی شرکت‌کننده در عملیات شکست محاصرهٔ شهرهای نبل و الزهرا و عملیات زمستان ۲۰۱۵ ارتش سوریه در جنوب این کشور از نیروهای حزب‌الله سوریه بودند و از اهداف اصلی این گروه، پاکسازی مناطق مرزی سوریه با اسرائیل، از عناصر گروه‌های مسلح بود.